# Bank of the Metropolis
El Bank of the Metropolis  es un banco histórico ubicado en Nueva York, Nueva York. El Bank of the Metropolis se encuentra inscrito como un Hito Histórico Neoyorquino en la Comisión para la Preservación de Monumentos Históricos de Nueva York al igual que en el Registro Nacional de Lugares Históricos desde el 15 de noviembre de 2003.  Bruce Price fue el arquitecto del Bank of the Metropolis.